# JWマリオット
JWマリオットは、マリオット・インターナショナルの最高級ホテルブランド。名称は、J・ウィラード・マリオット（John Willard Marriott）に由来する。

## 概要
日本では奈良県に初進出した。2軒目として東京都のTAKANAWA GATEWAY CITY再開発によって建設される超高層ビルに2025年開業予定。

## 経営ホテル
アジア
- JWマリオット・ホテル奈良（日本）
- JWマリオット・ホテル・ソウル（韓国）
- JWマリオット・ホテル香港（中国・香港）
- JWマリオット・ホテル・シンガポール・サウスビーチ（シンガポール）
- JWマリオット・ホテル・クアラルンプール（マレーシア)
- JWマリオット・ホテル・バンコク（タイ）
- JW・マリオット・マーキス・ドバイ・ホテル（アラブ首長国連邦）

ヨーロッパ
- JWマリオット・ベニス・リゾート＆スパ（イタリア）
- JWマリオット・カンヌ（フランス）

北米
- JWマリオット・シカゴ（アメリカ）
- JWマリオット・パナマ（パナマ）

南米
- JWマリオット・ホテル・リオデジャネイロ（ブラジル）

アフリカ
- JWマリオット・ホテル・カイロ（エジプト）

開業予定
- JWマリオット・東京（2025年開業）